# Pello Bilbao
Pello Bilbao López de Armentia (ur. 25 lutego 1990 w Gernika-Lumo) – hiszpański kolarz szosowy.

## Osiągnięcia
Opracowano na podstawie:

2011
- 2. miejsce w Tour de Vendée

2014
- 1. miejsce w Klasika Primavera
- 3. miejsce w Circuito de Getxo

2015
- 1. miejsce w klasyfikacji górskiej w Vuelta a Andalucía
- 1. miejsce w klasyfikacji punktowej Vuelta a Castilla y León
  - 1. miejsce na 1. etapie
- 1. miejsce na 6. etapie Presidential Cycling Tour of Turkey
- 1. miejsce w Tour de Beauce

2016
- 2. miejsce w Vuelta a Castilla y León
- 1. miejsce na 2. etapie Presidential Cycling Tour of Turkey

2018
- 1. miejsce na 1. etapie Tour of the Alps
- 6. miejsce w Giro d’Italia
- 1. miejsce na 6. etapie Critérium du Dauphiné

2019
- 3. miejsce w Volta a la Comunitat Valenciana
- 3. miejsce w Vuelta a Murcia
  - 1. miejsce na 1. etapie
- 1. miejsce na 7. i 20. etapie Giro d’Italia
- 2. miejsce w mistrzostwach Hiszpanii (jazda indywidualna na czas)

2020
- 1. miejsce w mistrzostwach Hiszpanii (jazda indywidualna na czas)
- 5. miejsce w Giro d’Italia

2021
- 2. miejsce w Tour of the Alps
  - 1. miejsce na 4. etapie Tour of the Alps

2022
- 3. miejsce w UAE Tour
- 1. miejsce na 3. etapie Vuelta al País Vasco
- 5. miejsce w Giro d’Italia
- 3. miejsce w Tour de Pologne
- 2. miejsce w Deutschland Tour
  - 1. miejsce w klasyfikacji punktowej
  - 1. miejsce na 4. etapie

2023
- 3. miejsce w Tour Down Under
  - 1. miejsce na 3. etapie
- 3. miejsce w Grosser Preis des Kantons Aargau
- 6. miejsce w Tour de France
  - 1. miejsce na 10. etapie
- 2. miejsce w Clásica de San Sebastián

2024
- 3. miejsce w UAE Tour
- 2. miejsce w Tour of Slovenia
  - 1. miejsce na 4. etapie
- 2. miejsce w Grand Prix Cycliste de Montréal

2025
- 3. miejsce w Volta a la Comunitat Valenciana
- 3. miejsce w UAE Tour

## Rankingi
| Rok              | 2014 | 2015 | 2016 | 2017  | 2018 | 2019 | 2020 | 2021 | 2022 | 2023 | 2024 |
| ---------------- | ---- | ---- | ---- | ----- | ---- | ---- | ---- | ---- | ---- | ---- | ---- |
| UCI World Tour   |      |      | -    | 137.  | 70.  |      |      |      |      |      |      |
| World Ranking    |      |      | 137. | 406.  | 108. | 120. | 56.  | 66.  | 17.  | 17.  | 47.  |
| UCI Europe Tour  | 40.  | 137. | 46.  | 1164. | 495. | 99.  | 46.  | 55.  | 13.  | 16.  | 37.  |
| UCI America Tour | -    | 49.  | -    | -     | -    |      |      |      |      |      |      |
|                  |      |      |      |       |      |      |      |      |      |      |      |
| Źródło: UCI      |      |      |      |       |      |      |      |      |      |      |      |